# Prelucrarea limbajului natural
Prelucrarea limbajului natural, sau lingvistica computațională este un sector interdisciplinar, component al inteligenței artificiale, ce întrebuințează calculatorul la cercetarea limbajelor umane scrise și vorbite. O realizare deosebită în acest sector este ChatGPT.
Modele bazate pe teoria grafurilor sunt utilizate în acest sector de lingvistică computațională.

## Aplicații
- Corectarea automată a ortografiilor
- Rezumarea, traducerea automată; confruntarea a două texte, recunoașterea entităților cu nume, etc.